# Thames Tideway Tunnel
Der Thames Tideway Tunnel (abgekürzt TTT) ist der seit 2016 im Bau befindliche große Abwasser-Sammelkanal unter der Londoner Innenstadt. Er soll das ungeklärte Mischwasser aus den 34 größten Regenüberläufen des überlasteten Londoner Abwassersystems aufnehmen. Mit einem Durchmesser von 7,2 Meter wird der Stauraumkanal über 25 Kilometer in bis zu 70 Meter Tiefe überwiegend unter dem Flussbett der durch die Gezeiten beeinflussten Themse (engl. tideway) verlaufen. 
Die Fertigstellung des auch als „Super Sewer“ genannten Bauwerks ist für das Jahr 2025 geplant und wird dafür sorgen, dass 90 bis 95 Prozent des bisher bei Überlastung in die Themse eingeleiteten Abwassers einer Behandlung zugeführt werden. Der neue Tunnel schließt am Pumpwerk Abbey Mills an dessen Verbindungsschacht an, sodass der Abwasserstrom durch den 2016 schon fertiggestellten Lee Tunnel weiter zur Kläranlage in Beckton fließen kann.
Bauherr und Betreiber ist Thames Water, das private Wasserversorgungsunternehmen für den Großraum London.

## Hintergrund

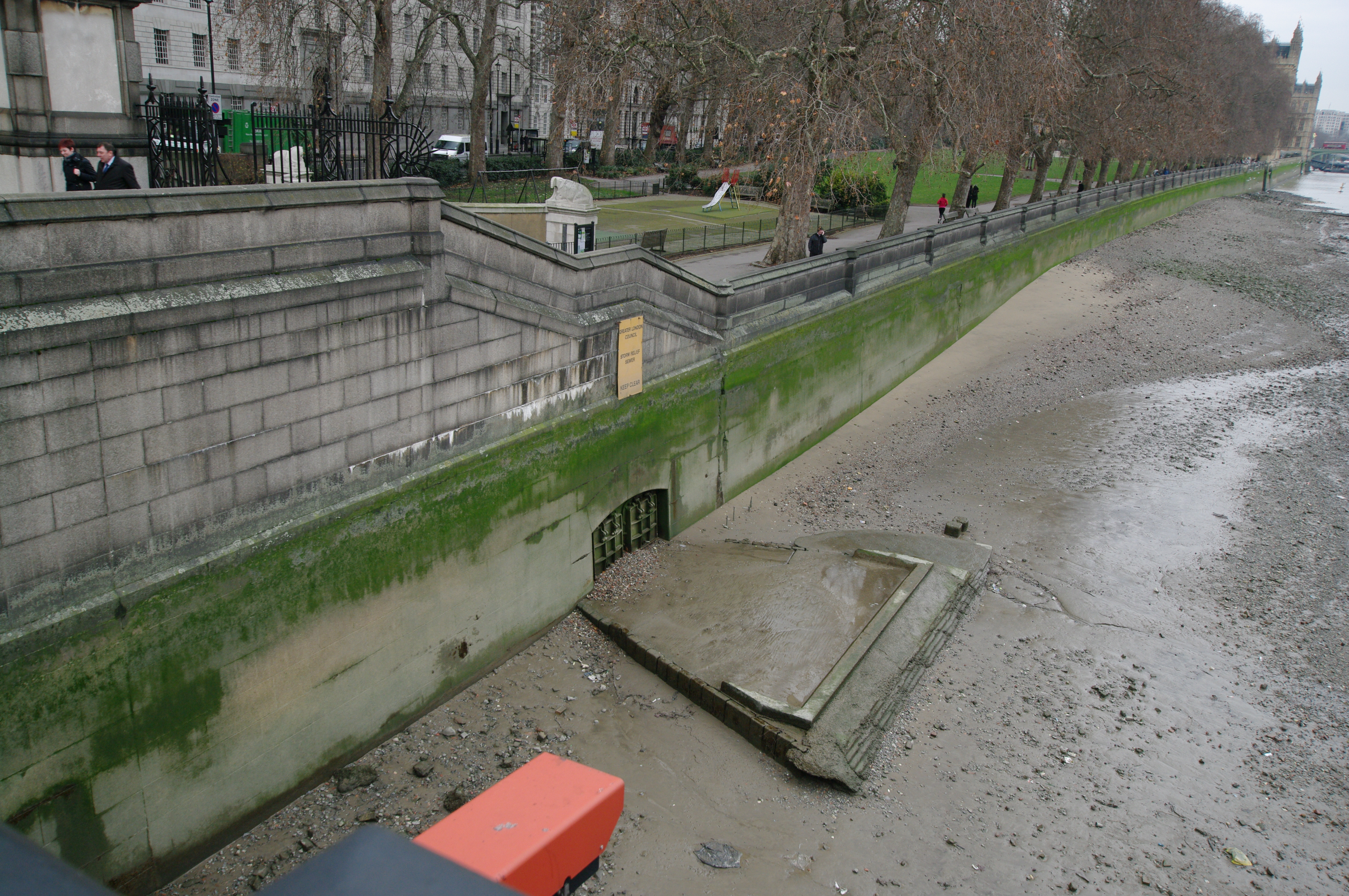
Bisheriger Überlauf des Abwassernetzes in die Themse

Das Kanalnetz der britischen Hauptstadt war in der 2. Hälfte des 19. Jahrhunderts für rund 4,5 Mio. Einwohner geplant und gebaut worden, um die grassierende Cholera und die durch die Stadt wabernden „schlechten Gerüche“ (Miasmen) einzudämmen. Das anfallende Abwasser der bis dato rund 2,5 Mio. Einwohner wurde gesammelt und zusammen mit dem anfallenden Regenwasser über die beiden großen Ableitungskanäle „Northern“ bzw. „Southern Outfall Sewer“ zu den beiden Einleitungsstellen im Osten von London abgeführt. Entsprechend der Konzeption als Mischwassernetz waren verteilt über den Verlauf der Themse im Stadtgebiet von London 57 Abschlagsbauwerke (englisch CSO:Combined sewer overflow) angeordnet worden, um den Rückstau im Netz bei Starkregen zu minimieren.
Durch das Wachstum der Stadt muss das Netz im 21. Jahrhundert das Abwasser von mehr als 8 Mio. Einwohnern (2011) aufnehmen. Hinzu kommt ein Zuwachs an Regenwasser, der durch die starke Flächenversiegelung entstanden ist. Damit hat das viktorianische Netz schon seit langem seine Belastungsgrenze überschritten. Schon leichter Regen von 2 mm erzeugt erste Abschläge in die Themse, wobei der Abwasseranteil der Einleitungen je nach Bedingungen zwischen 10 und 90 Prozent beträgt. Pro Jahr zeigten die Aufzeichnungen 50 bis 60 solche Ereignisse, wobei im Mittel 39 Mio. Kubikmeter die Themse belasteten. Umgerechnet sind dies rund 1.200 Liter pro Sekunde rund um die Uhr jeden Tag.
Die Einleitungen aus den CSO tötet Fische, schädigt Wildtiere und enthält Krankheitserreger, die die menschliche Gesundheit bedrohen. Wegen der Überschreitung der zulässigen Grenzwerte der Richtlinie 91/271/EU über die Behandlung von kommunalem Abwasser, die in Großbritannien als „Urban Waste Water Treatment Directive“ (UWWTD) bezeichnet wird, war Thames Water schon mehrfach von der EU abgemahnt und mit finanziellen Sanktionen bedroht worden.

## Planungen
Zur Abwendung von Strafzahlungen gab Thames Water 2001 eine Studie in Auftrag, um die Probleme mit den Abschlägen anzugehen. Im Ergebnis lagen 2005 vier strategische Varianten vor, die heftig diskutiert wurden. Als einzig durchführbare und nachhaltige Variante stellte sich die derzeit im Bau befindliche dar. Danach gliederte sich das Vorhaben Thames Tideway in einen dreistufigen Ausbau des Abwassersystems:
- den Bau des Lee Tunnel
- der Erweiterung von fünf Kläranlagen
- den Bau des Thames Tideway Tunnel

Für Thames Water ist es das größte und teuerste Infrastrukturprojekt seiner Geschichte und wird mit Kosten von 4,2 Milliarden Pfund Sterling veranschlagt.

## Lee Tunnel
Von allen Abschlägen lieferte der Abschlag an der Abbey Mills Pumping Station die größte Menge mit einem Anteil von 40 %. Daher beschloss man, diesen Abschlag als erste Maßnahme anzugehen. Die Lösung bestand im Bau des Lee Tunnels, der von der Pumpstation über 6,9 Kilometer direkt zur Kläranlage in Beckton führt. Der Bau erfolgte zwischen 2012 und 2014 und konnte 2016 durch den Londoner Bürgermeister Boris Johnson eingeweiht werden. Dieser Stauraumkanal mit 7,2 Meter Durchmesser wird die Fortsetzung des im Bau befindlichen Thames Tideway Tunnel sein. Für den Bau waren 635 Mio. Pfund vorgesehen.
Die Herstellung des Stauraumkanals erfolgte durch eine Tunnelbohrmaschine zwischen 2012 und 2014 in bis zu 80 Meter Tiefe. Neben dem eigentlichen Tunnel waren vier große Schächte herzustellen, von denen der Pumpenschacht mit 38 Meter Durchmesser und einer Tiefe von 86,5 m der größte ist. Darüber kann der gesamte Abwasserstrom in die Kläranlage Beckton gehoben werden.

## Erweiterung von Kläranlagen
Am Ende des Nördlichen Ableitungskanals liegt die Großkläranlage Beckton Sewage Treatment Works am Nordufer der Themse, die schon das Abwasser aus den nördlichen Stadtteilen behandelt. Da durch den Neubau der beiden neuen Tunnel die Anlage eine erhebliche Steigerung der Belastung erfährt, war ein vorsorglicher Ausbau erforderlich, der bis 2014 erfolgte. Weitere vier Kläranlagen im Großraum London mussten im Rahmen des Projekts ebenfalls ausgebaut werden, damit auch von dort keine Abwassereinleitungen mehr erfolgen müssen. Die Ausbaumaßnahmen waren:
- Beckton Sewage Treatment Works: Erweiterung um 60 %, Kosten 190 Millionen Pfund
- Mogden Sewage Treatment Works: Erweiterung um 50 %, Kosten 140 Millionen Pfund
- Crossness Sewage Treatment Works: Erweiterung um 44 %, Kosten 220 Millionen Pfund
- Riverside Sewage Treatment Works: Erweiterung mit Kosten von 85 Millionen Pfund
- Long Reach Sewage Treatment Works: Erweiterung mit Kosten von 40 Millionen Pfund

## Thames Tideway Tunnel
Der größte Posten im Projekt Thames Tideway war der Aufwand zum Bau des Haupttunnels, für den allein 1,275 Milliarden Pfund vorgesehen waren. Von den 57 Abschlägen wird der Neubau die 34 größten aufnehmen.